# Littrow (Adelsgeschlecht)

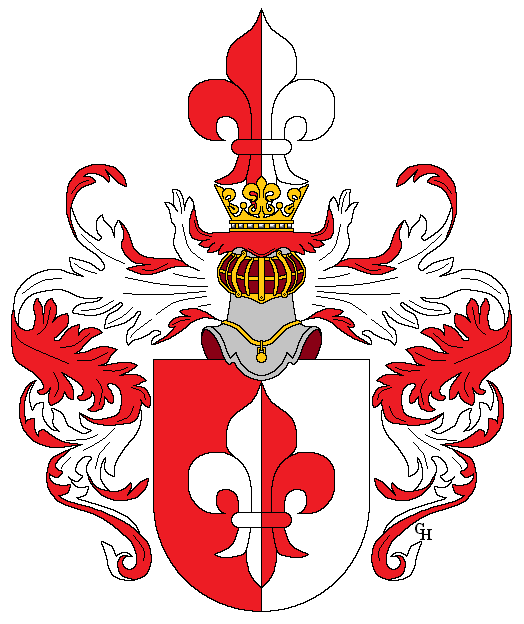
Wappen derer von Littrow, 1836

Littrow ist der Name eines aus Böhmen stammenden Geschlechts, das 1835 als „Edle von Littrow“ in den österreichischen Adelsstand erhoben wurde.

## Geschichte
Die Stammreihe beginnt mit Christoph Littrow, der um 1640 als Arzt in Neustadl ansässig war. Josef Littrow erhielt als Direktor der Sternwarte in Wien am 13. Juli 1835 mit Diplom vom 2. Januar 1836 den Österreichischen Adelsstand als „Edler von Littrow“. Sein Sohn Franz Edler von Littrow, K. K. Major, erhielt am 18. Januar 1861 als Ritter des Eisernen Kronen-Ordens 3. Klasse den österreichischen Ritterstand. Eintrag ins königlich sächsische Adelsbuch am 10. August 1906 (Nr. 142).

## Wappen
- Das Wappen von 1836/36: In von Rot und Silber gespaltenem Schild eine Lilie verwechselter Farbe. auf dem Helm mit rot-silbernen Decken eine von Rot und Silber gespaltene Lilie.
- Das Wappen von 1861: Schild wie 1836. Zwei Helme mit rot-silbernen Decken, rechts wie 1836, auf dem linken drei (r.-s.-r.) Straußenfedern.

Original-Wappen im Österreichischen Staatsarchiv

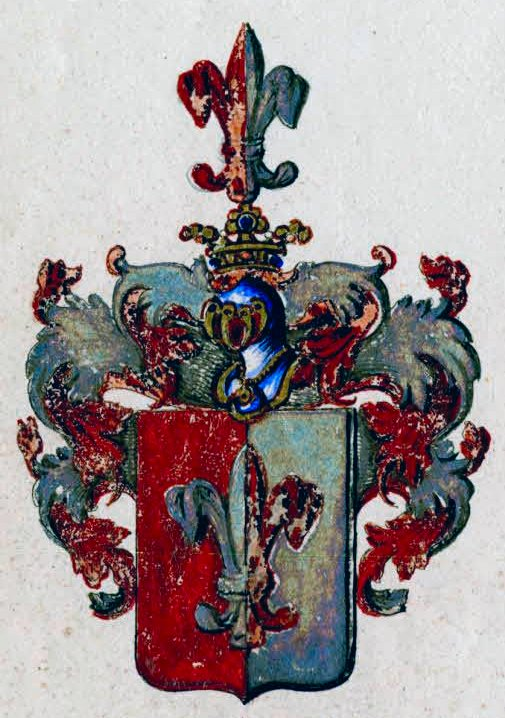
Wappen Edler von Littrow, 1835/36
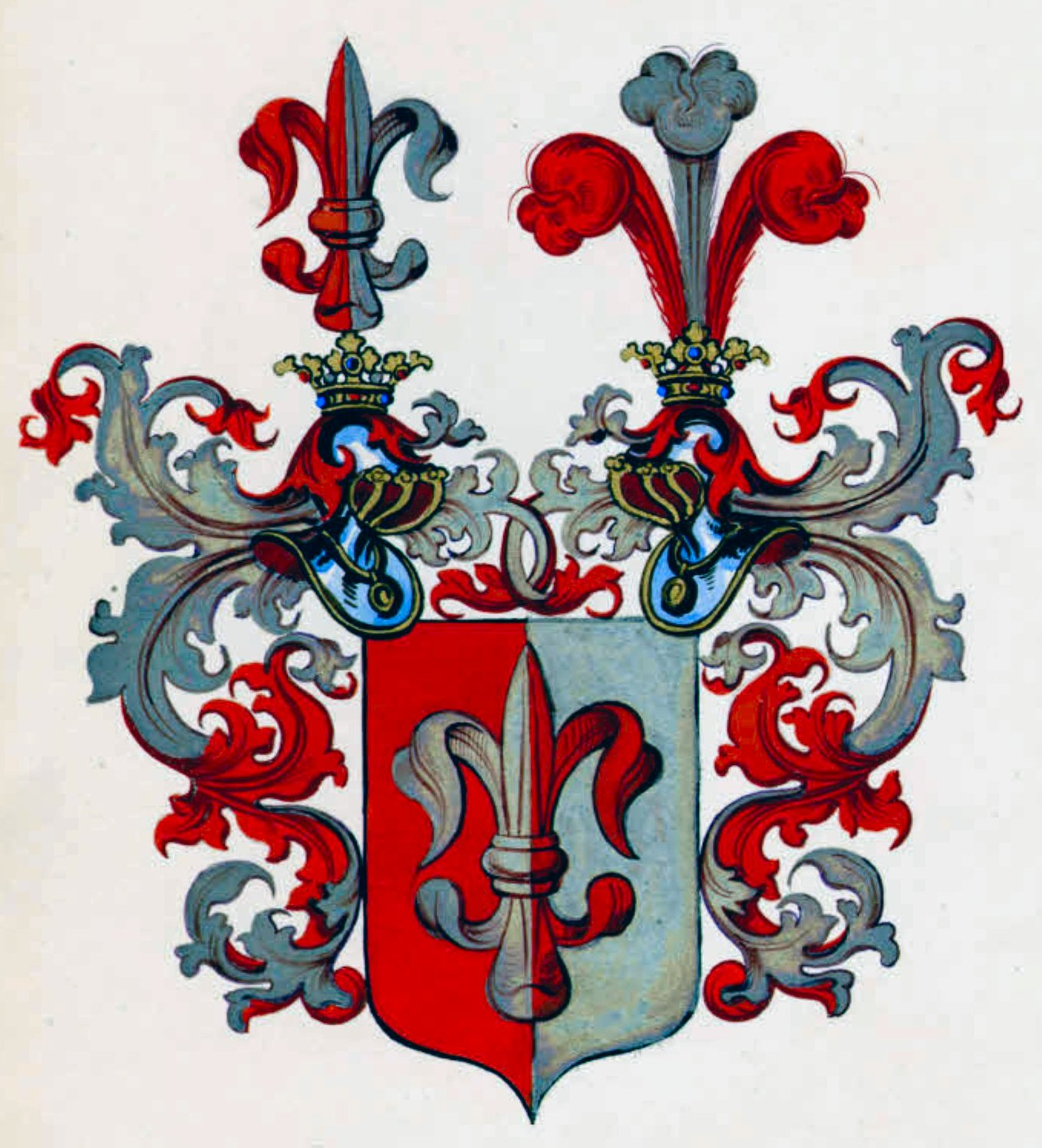
Wappen Ritterstand der Edlen von Littrow, 1861

## Bekannte Familienmitglieder
- Auguste von Littrow (1819–1890), deutsch-österreichische Frauenrechtlerin
- Franz von Littrow (1821–1886), österreichischer General
- Heinrich von Littrow (1820–1895), österreichischer Kartograf und Schriftsteller
- Hermann von Littrow (1858–1931), österreichischer Ingenieur
- Huberta von Littrow (* 1934), deutsche Klassische Archäologin, siehe Huberta Heres
- Joseph Johann von Littrow (1781–1840), österreichischer Astronom, Gründer der Universitätssternwarte Wien
- Karl Ludwig von Littrow (1811–1877), österreichischer Astronom, Sohn und Nachfolger des obigen
- Leo von Littrow (1856–1925), österreichische impressionistische Malerin
- Otto von Littrow (1843–1864), österreichischer Physiker, Erfinder des Littrow-Spektrometers